# Лух (посёлок)
Лух — посёлок, административный центр Лухского района Ивановской области Российской Федерации. Административный центр Лухского городского поселения в составе Лухского муниципального района.
История Луха насчитывает, по меньшей мере, 621 год — первое упоминание о Лухе относится к 1404 году. До 1959 года имел статус города.

## География
Посёлок городского типа Лух находится в центральной части области, на расстоянии 94 километра (по автотрассе) на восток от города Иваново, в 32 км к юго-востоку от железнодорожной станции Вичуга (на линии Иваново — Кинешма).
Расположено поселение на правобережье реки Лух, левом притоке Клязьмы, относящейся к бассейну Волги. Вблизи села в отдельных местах река Лух разливается и имеет ширину от 20 до 30 м, скорость течения небольшая, русло мелкое, но есть и омуты. В реке водится рыба: щука, окунь, плотва, линь, карась, язь и др.

## Этимология
Название селению дала река Лух, название которой имеет финно-угорское происхождение. Современная народная этимология производит названия посёлка от растения лук. Существует предание, что царь Иван Грозный предпочитал есть лухский лук, который отправляли в Москву возами, а лухским купцам было дано право торговать по всей Руси беспошлинно.

## История
По мнению историка К. Е. Балдина, Лух возник в период монголо-татарского ига.
Начало Луху положила Лухская крепость, построенная для охраны восточных границ Владимиро-Суздальского княжества. Позднее вокруг крепости образовалось поселение. До настоящего времени от крепости сохранились внушительные земляные валы правильной геометрической формы, что необычно для крепостей XV века.

### Ранние упоминания
Первые упоминания о Лухе встречаются в Сокращенном летописном своде 1493 года, где зафиксированы сведения о нападении татар в январе 1429 года. Татарское войско разграбило и сожгло Кострому, Плёс и Лух. Великокняжеские воеводы догнали и разбили разбойников за Нижним Новгородом. Историки предполагают, что строительство крепостей в Лухе и Плёсе относится к одному периоду, как и строительство Плёсской крепости в 1410 году по приказу великого князя Василия Дмитриевича. Несмотря на то, что первое упоминание о Лухе в договорной грамоте великого московского князя Василия Дмитриевича и митрополита Киприана относится к 1404 году, где город с округой назван вотчиной митрополита, более ранние летописные свидетельства указывают на его существование в начале XV века. Повторно Лух был разорён татарами зимой 1445 года.

### Лух в составе удельного княжества (1497—1571)
В 1497 году Лухский удел получил во владение литовский князь Иван Фёдорович Бельский, который бежал в Москву в 1481 году после заговора против великого литовского князя Казимира IV. В духовной грамоте Ивана III Васильевича от 1504 года сообщается, что он пожаловал И. Ф. Бельскому «город Лух с волостьми, да волости Вичюгу да Кинешму, да Чихачев». Взамен Бельский и его потомки должны были служить сыну Ивана III, Василию III. Бельские владели Лухом до 1571 года, когда погиб внук Федора Бельского, князь и воевода Иван Дмитриевич, со всей своей семьей в результате похода крымского хана Девлет-Гирея на Москву.

### Лухский уезд после Бельских (1571—1595)
После гибели Бельских был образован Лухский уезд, который в 1574 году был выделен выехавшему на Русь валашскому господарю Богдану Александровичу. После смерти Богдана в 1581 году Лухский уезд перешел «в обиход» вдове наследника Ивана IV, Ивана Ивановича, Елене Ивановне (Шереметевой). Её смерть в 1595 году завершила удельную историю Луха.

### Лух в Смутное время (1605—1618)
В годы Смутного времени Лух оказался в эпицентре антитушинского восстания. В начале декабря 1608 года соединенные силы восставших взяли Лух, который был занят сторонниками Лжедмитрия II. Один из луховских детей боярских сообщил в Нижний Новгород, что жители Луха «били челом» законному царю Василию Шуйскому, и захватывали сторонников Лжедмитрия II. Однако после поражения восставших под Суздалем 17 февраля 1609 года, Лух был захвачен отрядами «лисовчиков». Воеводой стал тушинец А. З. Просовецкий. В июне 1609 года город вновь перешел к восставшим. Лух неоднократно переходил из рук в руки в период борьбы с тушинцами, его уезд был сильно разорен не только в ходе военных сражений, но и набегами казачьих отрядов, и разбойничьих шаек, которые продолжались до 1618 года. В 1617 году лухский воевода Иван Лукьянович Опухтин составил «дозорные книги», согласно которым в Лухе было учтено всего 33 тяглых двора. Осенью 1618 года Лух подвергся нападению казаков из «вязниковского лагеря».

### Лух в XVII веке

#### Восстановление после Смуты
Согласно дозорным книгам Ивана Афанасьевича Головленкова за 1624—1626 годы, в Лухе насчитывалось 13 нетяглых вдовьих дворов. Также в посаде имелся 31 пустой двор, «а запустели от разбойников, как розбивали Лух во 126 году, иные побиты, а иные померли а иные бродят по миру по уездным людям». В это время в Лухе было 37 тяглых дворов и 24 бобыльских. К 1646 году в городе имелось 123 двора, а к 1678 году — 187 тяглых дворов.

#### Торговля и ремесла
Среди посадских жителей в 1624—1626 годах были отмечены сапожники, сыромятники, овчинники, мясники, кузнецы, гончары, портные, калачники, «крашенинники», рыболовы, «москотильники», а также те, кто занимался серебряным делом, извозом, торговлей «щепетеньем» (галантереей) и продажей соли. Имелись также мельник и «рудомет» (врач). Трое жителей занимались торговлей луком и чесноком. В городе имелся небольшой торг: 35 лавок и 14 лавочных мест.

#### Лух в XVIII веке
Петровские реформы, вызвавшие отток населения из посадов для казенных служб и в рекруты, негативно сказались на Лухе. Согласно описанию посада ландрата Я. Г. Сытина (ноябрь 1717 г.), число «тяглых» дворов снизилось до 119, а также имелось 24 «солдатских» и 9 «нищетцких» дворов. Число чиновников увеличилось: 9 дворов принадлежали подьячим приказной избы и их жёнам, а также ландрату. Дворы представителей Гостиной сотни занимались поставками соли в город. Осадные дворы принадлежали Тихоновой пустыни, комиссару Е. С. Неплюеву, князьям А. М. Долгорукому и А. Я. Львову.
По сведениям 1766 года, городской торг проходил по понедельникам, в основном, для крестьян с хлебом и лаптями. В середине июля в Тихоновой пустыни проводилась небольшая ярмарка. В экономических примечаниях к Генеральному межеванию (начало 1790-х гг.) сообщалось, что вал крепости осыпался. В городе было три каменных церкви, жители торговали шерстяными и шёлковыми тканями, а также хлебом, доставляемым по Волге до Ярославля. Отмечалось также кузнечное дело и огородничество. В городе имелось 228 дворов. По ревизии 1781 года в нём проживало около тысячи мещан.
В 1792 году И. К. Васьков, опираясь на материалы экономических примечаний, составил более подробное описание Луха. Город делился на три квартала. В первом располагались уездное казначейство и судебные органы, во втором — управа благочиния, в третьем — органы городского управления (магистрат, Дума, сиротский и словесный суды). В городе насчитывалось 306 частных и 2 казённых деревянных дома, три соляных и винный магазины, а также пять питейных домов и гостиница. В городе проживало 1325 человек, в том числе 173 купца, 888 мещан и 246 разночинцев. Лухские купцы поставляли хлеб с Волги, Оки и Мокши до Рыбинска, гнали скот из Оренбурга и Саратова до Ярославля и Костромы, скупали пушнину, холст и пестрядь, сбывая их в крупных городах. Торговали также пряжей и огородными овощами. В городе была небольшая ярмарка 8 июля.
В мае 1778 года было образовано Костромское наместничество, в состав которого вошёл Лух. До этого Лух с 1719 года принадлежал к Юрьево-Польской провинции Московской губернии.

#### Лух после 1796 года
В декабре 1796 года Лух был оставлен за штатом и вошёл в Юрьевецкий уезд Костромской губернии. Новые экономические примечания отметили, что в городе 320 частных домов, в том числе 6 каменных. Население практически не увеличилось, но изменился его половой состав: 59 % составляли женщины. В городе было пять каменных церквей, городские органы управления находились в каменном здании. В городе работали кирпичный завод и два торговых корпуса. В городе проходили ярмарки с продажей тканей, пряжи и сукна.
Большинство лухских купцов были мелкими торговцами, и повышение гильдейских пошлин в 1794 году сократило их число более чем вдвое. Оставшиеся купцы вели торговлю по Волге хлебом и пряжей. Основным занятием жителей была торговля огородными овощами.
В 1795 году местная дума обратилась с просьбой об освобождении от конской повинности, так как многие горожане занимались торговлей овощами в разъездах.
К концу XVIII века большая часть лухского населения занималась овощной торговлей, при этом только пятая часть купцов торговала холстом и пряжей.

#### Лух в XIX веке
В XIX веке Лух не смог приспособиться к новым экономическим условиям, в отличие от Шуи и Юрьева-Польского, которые значительно вырвались вперед. Лух же стал специализироваться на производстве и продаже овощей, что ранее было важным, но не основным занятием. Реформа 1807 года привела к резкому сокращению числа купцов из-за повышения гильдейских пошлин. В 1810 году по 3-й гильдии капитал объявили 24 человека, в 1813 — только 10. Позже, после реформы 1824 года, число купцов немного выросло, но к 1830 году их осталось только 6. В первой половине XIX века Лух стал захолустным городом, специализирующимся на торговле с ближайшей округой и продаже овощей.
Согласно окладной ведомости 1817 года, в Лухе было 266 домов и 14 лавок, с оценочной стоимостью от 25 до 5000 руб. Самым дорогим был каменный двухэтажный дом городского общества (5000 руб.), пожертвованный городу семьей Курицыных, где заседала городская Дума. Также в городе было несколько каменных домов, принадлежавших купцам и мещанам, остальные дома были деревянными.
В начале XIX века были построены деревянные корпуса общественных лавок, но к середине века они обветшали. Новые лавки были построены в 1850 и 1858 годах. В 1862 году на торговой площади были построены два деревянных балагана, а в 1864 — навесы для торговли калачами и мясом. В 1865 году были построены казенные соляные магазины, которые позже были приобретены городом. Первые фонари на улицах появились в 1860 году.
По данным городской Думы, к 1852 году в Лухе было 114 купцов и 1529 мещан. Общее количество жителей в 1857 году составляло 1832 человека. В 1860 году в Лухе был открыт казенный дом для Лухского приходского училища. К 1870 году население города достигло 1973 человек, а число домов — 371.
Промышленность в Лухе развивалась медленно. К 1841 году в городе имелось 11 кузниц и кирпичный завод, а к 1857 году в Лухе отмечено 11 кузниц, в которых трудились 22 человека. Кроме кузниц, в городе были портные, сапожники, столяры и другие ремесленники. В 1846 году появился кожевенный завод, принадлежавший купцу И. Ф. Сачкову, а затем еще несколько небольших предприятий — чугунолитейные и кирпичные заводы. В 1851 году отмечен лишь кожевенный завод и чугунолитейный завод Чертулина. К 1860 году в городе действовали кожевенный, два чугунных и два кирпичных завода.
Таким образом, к концу XIX века Лух оставался небольшим городом с медленно развивающейся промышленностью, специализирующимся на торговле овощами и других товаров, а также на производстве ремесленных изделий.

#### Торговля и быт Луха в XIX веке
Характер торговли в Лухе в середине XIX века можно проследить на примере купцов А. А. Мочалова и Е. Е. Соколова. Первый владел двумя лавками и ренсковым погребом, торговал различными товарами и алкогольными напитками. Второй имел лавку с мелочным товаром, трактир, где продавал чай, вино и водку. Также в городе были лавки, принадлежащие крестьянам, торговавшие кожей, обувью, пряжей и крашениной.
Крупнейшим торговцем в 1852 году был А. Д. Соколов, торговавший мелочным товаром. Другие купцы, такие как братья Мочаловы, имели кожевенный завод или торговали съестными припасами. Часть мещан и крестьян имели свидетельства на лавочную торговлю, продавая муку, табак, лакомства, сапоги, шляпы и другие товары.
К середине XIX века частные лавки постепенно вытеснялись общественными. К 1862 году единственной частной лавкой владела С. В. Пастухова. В 1850-х годах в городе появились иногородние торговцы. В целом, в Лухе преобладала торговля продуктами питания, тканями, а также мелочным товаром.
К 1870 году в Лухе было 10 лавок в Гостином дворе, в которых продавали ткани, бакалею, скобяные товары, сладости и табак. Находились также лавки с хлебом, сапогами, шапками и пряжей. Развивалась сфера алкогольной торговли и общественного питания. К 1870 году было 3 ренсковых погреба, 5 трактиров и несколько питейных домов.
Основным занятием лушан было сельское хозяйство, а главной культурой — лук. Лухские овощи и семена продавались в городе и окрестных селениях. Состояние города зависело от урожая овощей. Под огороды использовались общественные земли, арендная плата за которые взималась с 1837 года. К середине XIX века плата за аренду земли выросла.
В 1850 году Тихвинская слобода получила право на проведение еженедельных базаров, что привело к упадку торговли в Лухе. Однако после долгих споров власти отменили базары в Тихвинской слободе.
Основными статьями доходов города были арендная плата за землю, кузницы, заводы, харчевни, перевозы и т. д. Например, доход с сенокосов возрос с 99,72 руб. в 1844 г. до 665,61 руб. в 1861 г.
В городе имелись лесные угодья, но они не сдавались в аренду. Арендаторы перевоза и проруби брали на себя обязательства по обслуживанию населения, а также по очистке торговых площадей от навоза.
Процесс сдачи в аренду различных статей доходов города был достаточно формализован и проходил через торги.
Таким образом, социально-экономическая жизнь Луха в XIX веке характеризовалась глубокой провинциальностью, отсутствием крупной промышленности и специализацией на торговле овощами. В городе доминировала мелкая торговля, а в производстве процветали ремесленные мастерские, но не фабричное производство. Город был зависим от сельского хозяйства и не смог в полной мере адаптироваться к экономическим изменениям, характерным для этого периода.
Частые пожары привели к началу строительства каменных зданий. В Лухе сохранились храм Воскресения 1680 года. В городе жил в ссылке государственный деятель Артамон Матвеев.
В начале XVIII века Лушский уезд вошёл в состав Суздальской провинции. В городе находилась воеводская канцелярия. В 1719 году по указу Петра I «Об устройстве губерний и об определении в оныя правителей» была образована Юрьево-Польская провинция в составе Московской губернии. В состав провинции были включены города Юрьев-Польский, Лух и Шуя.
С 1778 года — уездный город Лушского уезда Костромского наместничества, в 1796 году оставлен за штатом.
Основным занятием жителей были огородничество и торговля в виде развоза овощей в зимнее время. В 1860 году в целях поддержания торговли в Лухе была учреждена ярмарка, которая получила название Казанской. В конце XIX века в городе было открыто большое число мелких торговых предприятий и лавок.
По сведениям Центрального статистического комитета Министерства внутренних дел 1870—1872 годов, в Списке городов Костромской губернии, под № 17 значится: «Лух, город заштатный», 1-го стана Юрьевецкого уезда); «при р. Лух»; число домов — 371, число жителей мужского пола — 945, женского пола — 1028; церквей православных 5, начальное народное училище, почтовая станция, базары — раз в неделю, ярмарка.

#### Новейшее время
14 октября 1959 года селу Лух был присвоен статус посёлка городского типа.
C 2002 года пгт Лух входил в перечень исторических поселений России (ИПР), но в 2010 году был лишён данного статуса.
- Лух в XVII веке
- Исторический герб Луха (1779)
- Памятник Николаю Бенардосу, инженеру XIX века, изобретателю электрической дуговой сварки металлов, жившему и творившему в Лухе
- Николай Бенардос на почтовой марке СССР, посвящённой 100-летию изобретения электросварки в России, 1981,  (ЦФА [АО «Марка»] #5183; Sc #4934)

## Население
| 1872  | 1897  | 1939  | 1959  | 1970  | 1979  | 1989  | 2002  | 2009  |
| ----- | ----- | ----- | ----- | ----- | ----- | ----- | ----- | ----- |
| 1973  | ↘1965 | ↗2765 | ↘2717 | ↗3621 | ↗3919 | ↘3603 | ↘3268 | ↘3008 |
| 2010  | 2012  | 2013  | 2014  | 2015  | 2016  | 2017  | 2018  | 2019  |
| ↗3024 | ↘2998 | ↘2924 | ↘2888 | ↘2829 | ↗2838 | ↘2762 | ↘2682 | ↘2652 |
| 2020  | 2021  |       |       |       |       |       |       |       |
| ↘2620 | ↘2572 |       |       |       |       |       |       |       |

Национальный состав
По итогам переписи населения 2020 года проживали следующие национальности (национальности менее 0,1 % и другое, см. в сноске к строке «Другие»):
| Национальность | Численность, чел. | Доля     |
| -------------- | ----------------- | -------- |
| Русские        | 2517              | 97,86 %  |
| Армяне         | 3                 | 0,12 %   |
| Другие         | 52                | 2,02 %   |
| Итого          | 2572              | 100,00 % |

## Экономика
- Завод упаковочного оборудования производит плавленый колбасный сыр, масло сливочное и др.[27]
- Лухремтехпредприятие выпускает водогрейные-отопительные котлы и сельхозоборудование.
- Окрестности Луха являются ареал ом произрастания лекарственного ландыша майского, используемого для нужд фармацевтической промышленности[28].

## Известные уроженцы
- Бобров, Николай Галактионович (1923—1943) — младший лейтенант РККА, участник Великой Отечественной войны. Герой Советского Союза (1944).
- Второв, Александр Фёдорович (1841—1911) — русский купец I гильдии, предприниматель, потомственный почётный гражданин, отец Н. А. Второва, основателя электрометаллургического завода, давшего начало городу Электросталь.
- Грибунин, Владимир Фёдорович (1873—1933) — русский и советский актёр. Заслуженный артист РСФСР (1925), Заслуженный деятель искусств РСФСР (1933).
- Малиновский, Борис Николаевич (1921—2019) — советский учёный, доктор технических наук, Заслуженный деятель науки и техники Украины.
- Матвеев, Артамон Сергеевич (1625—1682) — русский государственный деятель, руководитель правительства Русского царства в 1671—1676 гг.
- Мельников, Григорий Михайлович (1916—1994) — заслуженный художник РСФСР (1963), народный художник РСФСР (1976).
- Чернецов, Григорий Григорьевич (1802—1865) — русский живописец, пейзажист и портретист, академик живописи.
- Чернецов, Никанор Григорьевич (1805—1879) — русский живописец, пейзажист и портретист, академик живописи.

## Достопримечательности
- Памятник русской архитектуры XVII—XVIII веков: храмовый ансамбль, состоящий из Воскресенской и Успенской церквей и Троицкого собора.
- Музей русского инженера XIX века, изобретателя и создателя электрической дуговой сварки металлов Н. Н. Бенардоса, жившего и творившего в Лухе.
- Сохранившиеся остатки земляных крепостных валов XIV—XV веков, а также — торговые ряды, бывший дом боярина и дипломата Артамона Матвеева, здание городской управы.
- Площадка Лухского городища (крепости) площадью 0,6 га сегодня занята городским парком. На валу возведена модель ворот с въездной башней, которые не имеют никакой связи с реально существовавшими укреплениями средневекового Луха[4], однако привлекают туристов.

## Традиции
Местное предание гласит, что царь Иван Грозный предпочитал есть только лухский лук, и жители поселка до сих пор питают особую любовь к этому корнеплоду. В конце августа в Лухе ежегодно проходит традиционный областной фестиваль «День лука», в ходе которого организуются конкурсы на самый горький лук, самую большую луковицу, скульптуру из лука, на лучших резальщиков лука, бегунов и метателей луковиц.
| |  |  |
| Слева направо: храмовый комплекс в пгт Лух; Церковь Воскресения Господня; Макет Лухской крепости XVII в. (условный) |  |  |